# Immendingen
Immendingen es un municipio alemán en el distrito de Tuttlingen en el estado federado de Baden-Wurtemberg. Barrios de Immendingen son Hattingen, Hintschingen, Ippingen, Mauenheim y Zimmern. En total, el municipio tiene unos 6400 habitantes.

## Geografía
A través de Immendingen fluye el Danubio Superior. El sumidero del Danubio es un fenómeno natural único en Europa. En la mayoría de los días del año el agua desaparece en algunos lugares del curso superior del río. En la campiña Brühl de Immendingen en verano el Danubio se sumerge en un trecho de aproximadamente 600 m.